# Evangelische Kirche (Orferode)

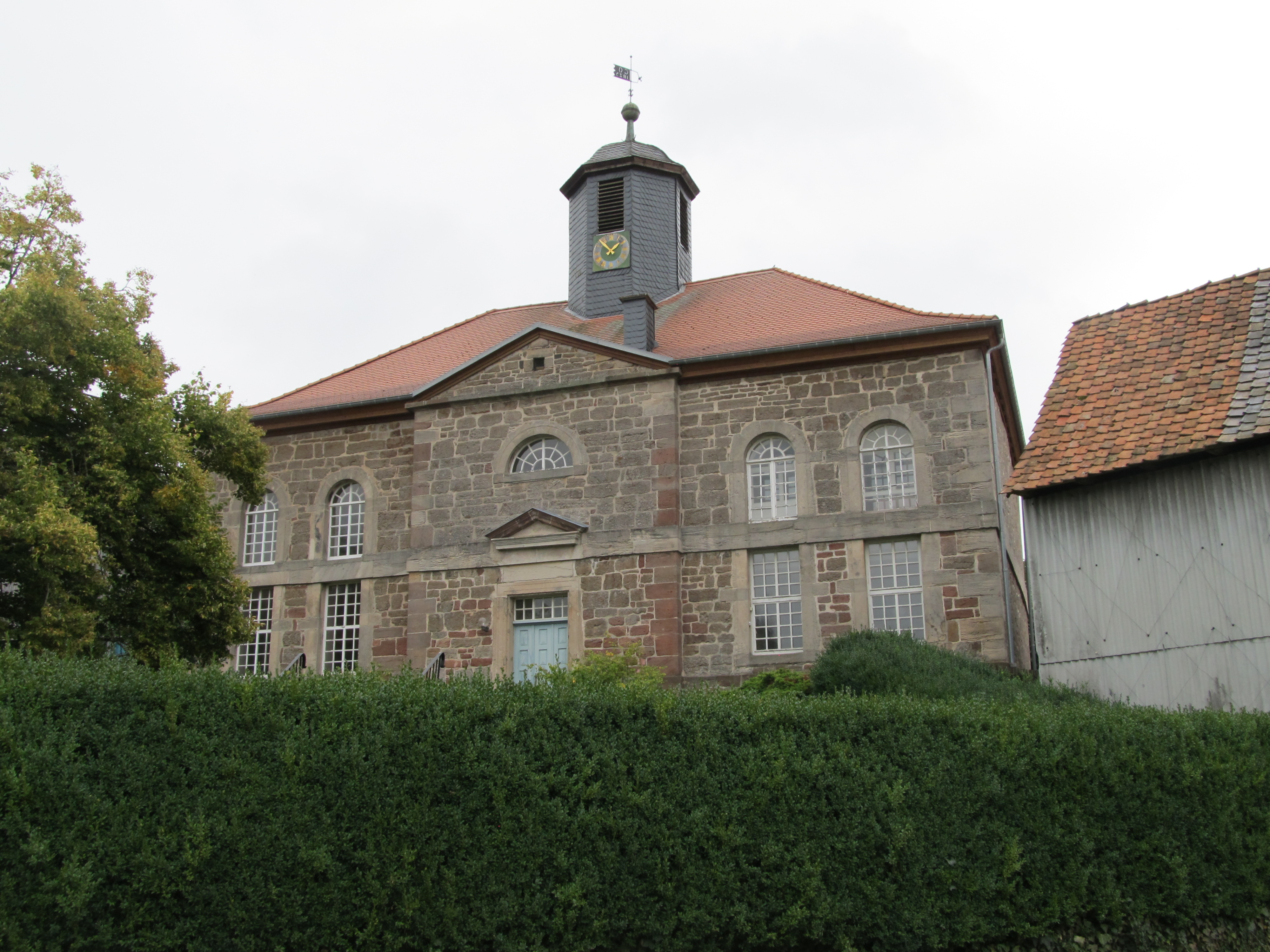
Evangelische Kirche (Orferode)

Die evangelische Kirche Orferode ist ein denkmalgeschütztes Kirchengebäude, das in Orferode steht, einem Stadtteil der Stadt Bad Sooden-Allendorf im Werra-Meißner-Kreis (Hessen). Die Kirche gehört zur Kirchengemeinde Dudenrode-Orferode im Kirchenkreis Werra-Meißner im Sprengel Kassel der Evangelischen Kirche von Kurhessen-Waldeck.

## Beschreibung
Nachdem die alte Dorfkirche zu klein geworden war, wurde die klassizistische, ursprünglich im Innern längsorientierte Saalkirche 1823–25 nach Entwurf des Landbaumeisters Johann Friedrich Matthei gebaut. An den Längsseiten zeigt sie mittig je einen leicht vortretenden, mit einem Tympanon bekrönten Risalit, in dem sich ein Portal befindet. Aus dem Walmdach des Kirchenschiffs erhebt sich in der Mitte ein achteckiger, schiefergedeckter Dachreiter, der die Turmuhr und hinter den Klangarkaden den Glockenstuhl mit drei neueren Glocken trägt und mit einer glockenförmigen Haube bedeckt ist. Die Orgel wurde um 1830 von Johann Wilhelm Schmerbach dem Mittleren gebaut. 1967/68 wurde die Kirche im Inneren durchgreifend umgestaltet, der Kirchenraum querorientiert, hinter den westlichen beiden Fensterachsen in beiden Etagen dabei Gemeinderäume eingebaut. Im Eingang steht eine 1686 vom Marburger Glockengießer Johannes Schirnbein geschaffene Glocke.